# Figuren aus der Kirby-Spielereihe
Diese Liste beschreibt zentrale Figuren aus der Kirby-Spielereihe von HAL Laboratories. Beschrieben werden das Auftreten und die Rolle in den Spielen, sowie Erscheinungsbild und typische Merkmale der einzelnen Charaktere.

## Hauptfiguren
Im Folgenden werden die wichtigsten, in den Kirbyspielen vorkommenden, Hauptfiguren beschrieben. Neuveröffentlichungen werden nicht als einzelne Spiele gezählt.

### Kirby
Kirby (jap. カービィ, Kābī) stellt einen rosafarbenen, ballförmigen Bewohner des Traumlands auf dem Planeten Pop Star dar. Er hat kurze Arme und in rote Schuhe gekleidete Füße, die sich direkt am Körper befinden und ein wenig länger als die Arme sind. Er hat außerdem ellipsenförmige Augen. Kirbys Artgenossen tauchen nur in wenigen Spielen auf und es ist kaum etwas über sie bekannt. Zudem gibt es auch keine konkrete Bezeichnung für Kirbys Spezies, des Öfteren ist aber von Traumländern (bzw. engl. Dreamlanders) die Rede, was aber eigentlich auch alle anderen Bewohner des Traumlandes einschließen würde. Die liebste Beschäftigung von Kirbys Spezies ist es, zu essen und zu schlafen und sich anschließend die erlebten Träume zu erzählen. Arbeit erledigen sie mit Hilfe der Glitzer-Sterne.
In einigen Spielen tauchen andersfarbige Ebenbilder Kirbys auf, die insbesondere als Spielfiguren für weitere Spieler dienen. Benannt wurde lediglich der gelbe Kībī (jap. キービィ, im Englischen oftmals als Keeby umschrieben) in Kirby’s Dream Course und das auch nur in der japanischen Version des Spiels. Dessen gelbe Farbe ist vermutlich eine Anspielung auf Shigeru Miyamotos früheren Wunsch, Kirby gelb statt rosa darzustellen.
Das Aussehen Kirbys wurde im Laufe der Jahre etwas überarbeitet. Anfangs hatte er noch eher spitz zulaufende Arme, die abgerundet wurden. Diese Änderung wurde 1995/96 am deutlichsten. Außerdem ist sein Gesicht im Verhältnis zum Körper etwas größer geworden.
Auf Grund seines Aussehens und seiner Fähigkeiten werden Kirby in der Computerspielpresse häufig Spitznamen wie „Marshmallow“, „Airbag“ oder „Kopfkissen“ gegeben. Eine Bezeichnung, die von offizieller Seite im Deutschen sehr häufig verwendet wurde, ist „Edelknödel“. Seit der Umstrukturierung Nintendos in Europa Anfang 2001 wurde diese Bezeichnung aber praktisch nicht mehr von Nintendo selbst verwendet.

### König Dedede
König Nickerchen (engl. King Dedede, jap. デデデ大王, Dedede Daiō) ist der selbsternannte König des Traumlandes und taucht seit Kirby’s Dream Land in sämtlichen Kirbyspielen auf, eine Ausnahme bildet Kirby & die wundersame Spiegelwelt. Mehrere Male „regiert“ er in den Spielen wie ein Tyrann und lässt „sein“ Volk bestehlen. Im Kirby-Anime hat er einen Assistenten namens Escargoon. Dieser ist schneckenartig und steht Dedede fast immer zur Seite, obwohl der König Escargoon ungerecht behandelt. Während einige Bewohner des Traumlandes zu seinen Untertanen wurden, ignorieren die anderen einfach seine Scheinherrschaft und leben nach ihren eigenen Vorstellungen. In einigen wenigen Spieletiteln kämpft Dedede aber auf der Seite der Guten, so schließt er sich in Kirby 64: The Crystal Shards, nach einigem Zögern, Kirby an und ist zeitweise vom Spieler steuerbar. In Kirby Air Ride und Kirby: Power-Malpinsel ist er auch eine frei spielbare Spielfigur.
Dedede erinnert äußerlich entfernt an einen Pinguin und ist, je nach Spiel, meist etwa zwei- bis dreimal so groß wie Kirby. Er hat einen runden, blauen Kopf mit kurzem, breitem Schnabel. Sein Körper ist recht beleibt, direkt an diesem befinden sich lange, breite Füße. Seine jeweils vierfingrigen Hände dagegen sind mit erkennbaren Armen mit seinem Körper verbunden. Dededes Augen sind ellipsenförmig, allerdings wesentlich breiter als die von Kirby. Er trägt ein königliches, rotes Gewand mit seinem Emblem, dem Victory-Zeichen, auf der Rückenseite seines Umhangs. Außerdem trägt er stets eine flache Strickmütze mit Bommel. Ein weiteres Markenzeichen ist sein großer Holzhammer, seine bevorzugte Waffe.
Sein Aussehen wurde in Kirby’s Fun Pak etwas verändert. Während ursprünglich auch sein korpulenter Körper, wie auch sein Kopf, blau war, ist er in diesem Spiel beigefarben bis hellgelb, außerdem trägt er gelb bis orangefarbene Handschuhe. Allerdings war Sakurai erst bei der Entwicklung von Kirby: Schatten bedrohen Traumland wieder als Direktor eines Kirbyspiels beteiligt, so dass bis zu diesem Spiel Dededes neues Äußeres nicht durchgängig verwendet wurde. In Kirby: Mausattacke wurde erneut eine Änderung vorgenommen, Dededes Körper ist nun wieder blau, sein Bauch allerdings weiterhin beigefarben.
König Dedede ist Teil der Smash-Bros.-Serie und bisher in den Spielen Super Smash Bros. Brawl (2008) und Super Smash Bros. für 3DS und WiiU (2014) Teil der Spielfiguren-Auswahl.

### Meta-Knight
Meta-Knight (jap. メタナイト, Meta Naito) ist ein mysteriöser Schwertkämpfer, der ein mächtiges goldfarbenes Schwert namens Galaxia führt. Außerdem verfügt er über einen Umhang, der sich in ein Paar Flügel verwandeln kann. Er ist der Anführer der Meta-Knights, einer Gruppe von Kriegern, die ihrem Herrn treu ergeben sind und ebenfalls alle das Wort „Knight“ (engl. für „Ritter“) im Namen tragen. Es ist nicht klar, auf wessen Seite Meta-Knight steht. Bei seinem ersten Auftritt in Kirby’s Adventure ist er ein Untertan King Dededes und der sechste Endboss. Eine wichtigere Rolle kommt ihm in Kirby’s Fun Pak im Teilspiel The Revenge of Meta Knight zuteil, in dem er mit seinem riesigen Luftschiff namens Halberd und einem großen Heer von Soldaten das Traumland erobern will. In Kirby & die wundersame Spiegelwelt dagegen versucht er, die Spiegelwelt zu retten und überlässt Kirby sein Schwert beim Endkampf gegen Dark Mind. In Kirby: Mausattacke will er verhindern, dass Dark Nebula befreit wird. Als in Kirby Planet Robobot Präsident Haltmans Geist vom Sternentraum absorbiert wird, leiht Meta-Knight Kirby Halberd, um ihn zu besiegen. Außerdem ist Meta-Knight in mehreren Spielen eine freispielbare Spielfigur.
Meta-Knight verbirgt sein Gesicht fast immer hinter einer Maske mit einem schmalen Sehschlitz. Trägt er keine Maske, ist erkennbar, dass er, bis auf seine Farbgebung, äußerlich nahezu mit Kirby identisch ist. Im Unterschied zu Kirby ist sein Körper blau, des Weiteren trägt er weiße Handschuhe, Schulterklappen und lilafarbene Schuhe. Auch sein Aussehen wurde im Laufe der Zeit etwas verändert, so war er anfangs noch schwarz und trug keine Schulterklappen. Letztere wurden in Kirby’s Ghost Trap hinzugefügt. Im Anime redet er nicht wie die anderen Figuren, sondern mit einem spanischen Akzent.
Im Kirby-Anime ist Meta-Knight der Beschützer von Kirby und versucht, ihn mit allen Mitteln zu schützen und zu unterrichten.
Meta-Knight ist seit 2008 Teil der Super Smash Serie und bisher in den Spielen Super Smash Bros. Brawl und dem 2014 erschienenen Super Smash Bros. für 3DS und WiiU Teil der Spielfigurenauswahl.
Da Meta-Knight im Anime immer seine Maske trägt, mussten seine Gefühle anders gezeigt werden. Deswegen werden seine Gefühle durch unterschiedliche Augenfarben zum Ausdruck gebracht. Diese Augenfarben sind: Pink, Rot, Blau, Grün, Weiß, Orange und Dunkelgelb.
Wenn seine Augen pink sind, so ist er fröhlich, bei roter Farbgebung wütend. Weiß und Grün sind von ähnlicher Bedeutung, wenn Meta-Knight über was wichtiges spricht. Blau entspricht einer Fröhlichkeit über die Entwicklung Kirbys. Bei Bewusstlosigkeit oder Schlaf sind Meta-Knights Augen dunkelgelb. Die Interpretation der orangen Farbgebung ist nicht gesichert, da diese nur einmalige in der ersten Folge auftrat. Man kann es als Verwunderung Meta-Knights aufnehmen, da Kirby nur halb so groß wie er sei.

## Wiederkehrende Nebenfiguren
Die folgenden Nebenfiguren heben sich auf bestimmte Weise stark von anderen Nebenfiguren ab. Kriterium ist auch, ob sie bereits in einer anderen Spieleserie eine Rolle spielten.

### Rick, Kine und Coo
Rick (jap. リック, Rikku), der Hamster, Kine (jap. カイン, Kain), der Fisch, und Coo (jap. クー, Kū), die Eule, sind Kirbys Tierfreunde, die alle etwa doppelt so groß wie er sind und ihm erstmals in Kirby’s Dream Land 2 zur Seite standen. Als einziger verfügt Rick wie Kirby über die Fähigkeit, Dinge einzusaugen und die Fähigkeiten der Gegner zu kopieren. Bei den anderen beiden saugt Kirby die Gegner weiterhin selbst ein, jedoch profitieren auch Kine und Coo teilweise von Kirbys Fähigkeiten. Jeder der drei besitzt Vorteile bei einem bestimmten Element eines Levels, im Folgenden sind das: Festland - Rick, Wasser - Kine und Luft - Coo.
Zum letzten Mal tauchten sie 1998 im SNES-Spiel Kirby no Kirakira Kids auf, in späteren Spielen haben sie allenfalls Cameo-Auftritte, sowie sind sie in Kirby Star Allies auch spielbar als downloadbare Charaktere.

### Nago, Chuchu und Pitch
Nago (jap. ナゴ), die Katze, Chuchu (jap. チュチュ), der Oktopus, und Pitch (jap. ピッチ, Pitchi), der kleine Vogel, wurden in Kirby’s Dream Land 3 als drei weitere Tierfreunde Kirbys hinzugefügt. Es blieb allerdings bei diesem Spiel, in späteren Spielen sind nur einige Cameo-Auftritte zu verzeichnen. Chuchu ist die einzige weibliche Figur unter Kirbys sechs Tierfreunden. Nago ist so groß wie Rick, während die anderen beiden etwa so groß wie Kirby sind. Wie auch Kine und Coo kann keiner der drei selbst Fähigkeiten kopieren, sie alle sind auf Kirby angewiesen.

### Dark Matter
Dark Matter (jap. ダークマター, Dāku Matā) ist eine bösartige und wandlungsfähige Masse, die erstmals in Kirby’s Dream Land 2 in Erscheinung tritt. Der Name bedeutet wörtlich „Dunkle Materie“. Sie kann in andere Lebewesen eindringen und diese unter ihre Kontrolle bringen. Dark Matter spricht nicht und ihre Absichten sind unklar, sie scheint nur darauf aus zu sein, so viel wie möglich mit ihrer Dunkelheit zu bedecken. Sie kann sich selbst durch den Weltraum problemlos bewegen und ganze Planeten unter ihrer Masse verhüllen.
In den drei Spieltiteln, in denen Dark Matter ihr Unwesen treibt, ist sie stets nur zu besiegen, wenn alle Schlüsselgegenstände im Spiel (je nach Spiel Regenbogentropfen, Herzsterne oder Kristall-Splitter) gesammelt wurden. Obwohl sie unterschiedliche Formen annehmen kann, ist die häufigste Form eine runde Masse mit einem einzelnen Auge, welches in seiner Form einem menschlichen Auge ähnelt.
Dark Matter und die jeweils nur einmal vorkommenden Hauptgegner Albtraum (engl. Nightmare, jap. ナイトメア, Naitomea), Dark Mind (jap. ダークマインド, Dāku Maindo), Malia (engl. Drawcia, jap. ドロシア, Doroshia) und Dark Nebula (jap. Dark Zero, ダークゼロ, Dāku Zero) weisen viele Ähnlichkeiten untereinander auf. Auch tritt er als Klon in Kirby:Planet Robobot als geheimer Bossgegner auf und die finale Form des Endbosses Void Termina aus Kirby Star Allies entspricht dem Design von Dark Matter.

### Gooey
Gooey (jap. グーイ, Gūi) besteht aus der gleichen Masse wie Dark Matter, ist allerdings nicht bösartig und daher von Dark Matter unabhängig. Stattdessen ist er ein Freund von Kirby und etwa so groß wie dieser. Er tauchte bereits in Kirby’s Dream Land 2 auf, hatte dort allerdings nur eine Nebenrolle und war auch etwa doppelt so groß. In Kirby’s Dream Land 3 dagegen ist er die zweite Spielfigur, die sowohl von einem menschlichen Spieler als auch vom Computer gesteuert werden kann. Abgesehen davon, dass Gooey sich Dinge mit seiner langen Zunge fängt anstatt sie einzusaugen, gibt es zwischen seinen und Kirbys Fähigkeiten kaum Unterschiede. Er ist erstmals wieder in Kirby Star Allies spielbar, als downloadbarer Charakter.
Gooey hat einen dunkelblauen, leicht eiförmigen Körper und zwei kreisrunde Augen sowie einen großen, meistens grinsenden Mund. Ansonsten hat er keinerlei erkennbare Gliedmaßen.

### Dyna Blade
Dyna Blade (jap. ダイナブレイド, Dainabureido) ist ein verhältnismäßig riesiger, weiblicher Vogel mit metallischen Schwingen, die von regenbogenfarbenen Federn bedeckt sind. Dyna Blade spielt die Hauptrolle im gleichnamigen Teilspiel in Kirby’s Fun Pak. Dort vernichtet sie die gesamte Ernte des Traumlandes, so dass Kirby sich aufmacht, um sie zu stoppen. Es stellt sich aber heraus, dass sie lediglich ihre Jungen füttern wollte. Daher hilft Kirby ihr eine Weile bei der Aufzucht. Als Gegenleistung bringt Dyna Blade Kirby im Teilspiel The Revenge of Meta Knight auf Sir Meta Knights Luftschiff zurück, von dem er zuvor befördert wurde.
Einen weiteren Auftritt hat Dyna Blade im Spiel Kirby Air Ride, in dem sie im sogenannten City-Trail-Modus ab und zu in die Stadt einfliegt. Trifft ein Fahrer ihren Kopf, erhält er Gegenstände zum Aufrüsten seines Fahrzeugs.

### Waddle Dee
Waddle Dee (jap. ワドルディ, Wadorudī) ist in den meisten Jump ’n’ Runs eine der häufigsten und schwächsten Gegnerarten. Waddle Dees kommen in sämtlichen Kirbyspielen vor. Da sie selbst über keine besonderen Fähigkeiten verfügen, verwenden viele Waddle Dees Gegenstände, in den meisten Fällen Schirme. In Kirby 64: The Crystal Shards dagegen freundet sich ein Waddle Dee mit Kirby an und stellt ihm diverse Fahrzeuge zur Verfügung. Bereits in Kirby’s Fun Pak ist einer der erschaffbaren Helfer ein Waddle Dee, zudem kann ein Waddle Dee in Kirby: Power-Malpinsel als Spielfigur freigespielt werden. In Kirby's Adventure Wii und Kirby Star Allies ist ein spezieller Vertreter, Bandana Dee eine spielbare Figur, welche auch in Kirby Triple Deluxe  und Kirby Planet Robobot als unterstützender Charakter auftaucht. 
Waddle Dees haben äußerlich starke Ähnlichkeit mit Kirby. Ihr Körper ist meistens rot, ihre Schuhe orange. Der größte optische Unterschied zu Kirby ist ihr Gesicht - dieses ist beigefarben bis hellgelb und ist im unteren Bereich nach außen ausgeprägt. Außerdem haben sie keinen erkennbaren Mund, können aber trotzdem sprechen und Nahrung aufnehmen. An Kirby vorgenommene optische Veränderungen wirkten sich entsprechend auch auf die Waddle Dees aus. Ihre Schuhe waren des Weiteren auch grün, gelb oder entsprachen farblich dem Gesicht, zuletzt in Kirby 64: The Crystal Shards und Kirby Tilt 'n' Tumble, was bei letzterem Spiel aber auf die stärker begrenzten grafischen Möglichkeiten des Game Boy Color zurückzuführen ist.
Außerdem gibt es noch Waddle Doo, ein einem Waddle Dee sehr ähnlicher Gegner, woher höchstwahrscheinlich auch die nahezu identischen Namen kommen. Waddle Doos und Waddle Dees einzigen Unterschiede sind, dass Waddle Doos anstelle eines Gesichtes ein einziges großes Auge haben und sich mithilfe einer Beam-Peitsche wehren können. Verschluckt Kirby einen Waddle Doo und übernimmt seine Fähigkeit, wird er zum Beam-Kirby. Waddle Dees und Waddle Doos sind König Nickerchens wahrscheinlich treuste Untertanen. Auch Waddle Doo war in 'Kirby: Power-Malpinsel' freischaltbar.

### Whispy Woods
Whispy Woods (in den ersten Spielen als Stumpf Stumpf lokalisiert, jap. ウィスピーウッズ, Wisupī Uzzu) stellt einen Baum dar, der über ein Gesicht und Mimik und Gestik sowie Sprache verfügt. Er ist ebenfalls in den meisten Kirbyspielen vorzufinden, und es gibt mehrere Exemplare seiner Art. In den Jump ’n’ Runs ist ein Stump Stumpf meist der erste und zugleich schwächste Endboss, vor allem, da er sich in den meisten Spielen nicht fortbewegt. Stattdessen wirft er mit Äpfeln aus seiner Baumkrone, feuert Atemgeschosse und schlägt mit seinen langen Wurzeln aus der Erde heraus. Im Anime ist er nett und steht im Mittelpunkt von Whispy Woods. Dort heißt er King Whispy.

### Lololo und Lalala
Lololo und Lalala (jap. ロロロ, Rororo und ラララ, Rarara) sind Anhänger König Nickerchens, die eine eigene Burg namens Burg Lololo (engl. Castle Lololo, jap. キャッスルロロロ, Kyassuru Rororo) besitzen. Sie tauchen nur in Kirby’s Dream Land und in zwei weiteren Spielen, zweimal als Endbosse, auf und spielen eigentlich keine herausragende Rolle. Das Besondere an ihnen ist aber, dass sie auf Lolo und Lala, den Helden aus der ebenfalls von HAL Laboratory entwickelten Spielreihe Adventures of Lolo, basieren oder diese sogar darstellen sollen. Ebenso wie in genannter Serie sind die beiden Figuren eher ballförmig, haben einen spitzen Schweif, sehr große runde Augen und tragen weiße Schuhe und Handschuhe. Lololo hat eine blaue Hautfarbe, Lalala dagegen ist rosafarben. Außerdem schieben sie in den Spielen, in denen sie Endbosse darstellen, Kisten vor sich her, eine weitere Anspielung auf die Adventures of Lolo-Reihe. Im Anime heißen sie „Fololo“ und „Falala“. In der neunten Folge wird bekanntgegeben, dass sie mal ein Monster von N.M.E. (Nightmare Enterprises) waren namens „FoFa“. Sie wurden, kurz bevor König Schlummerchen sie bekommen hat, in zwei Teile gespalten, einen männlichen (Fololo) und in einen weiblichen (Falala).

### Kracko
Kracko (クラッコ, Kurakko) ist ein häufig auftretender Endboss der Reihe. Er sieht aus wie eine Wolke, hat jedoch ein einziges großes Auge (sein verwundbarer Punkt) und goldene Stacheln. Kracko kann Blitze erzeugen. Das erste Mal tritt er im Spiel Kirby’s Dream Land auf, in den späteren dann immer öfter. Sogar in Kirby Airride gibt es ihn als Item in dem Spielteil Top Ride. In Mouse Attack tritt er ebenfalls als Endgegner auf, jedoch in weitaus modernerer und nicht mehr so schlichten Version: Die Wolke war nun nicht mehr weiß, sondern grau und er verfügte nun über nur vier, dafür aber längere, Stacheln. Dort war er aber nur eine Nachstellung des Originals, vermutlich hergestellt von dem Squeak Doc. Kracko ist grundsätzlich der Boss einer Wolkenwelt und gehört meistens zu den schwereren seiner Art.

## Andere Charaktere

### Nightmare
Nightmare ist ein Hexer und der Endgegner des Spiels Kirby’s Adventure und seines Remakes Kirby: Schatten bedrohen Traumland. In diesen Spielen versucht er, Dreamland mit Alpträumen zu überhäufen. Es gilt, ihn mit dem Sternenzepter zu besiegen.

### Mr. Star
Mr. Star ist, wie sein Name bereits sagt, ein sternenförmiges Wesen. Erstmals war Mr. Star im Spiel Kirby’s Star Stacker zu sehen, spielte aber dort nur eine kleine Nebenrolle als animierte Hintergrundfigur. Eine Hauptrolle dagegen erhielt er im SNES-Nachfolger Kirby no Kirakira Kids, dort wird er einfach von König Nickerchen mit einer Kanone abgeschossen, so dass er in viele kleine Sternenstücke zerspringt. Doch Kirby, Rick, Kine und Coo helfen ihm, seine Einzelteile wiederzufinden.

### Die Squeaks
Die Squeaks sind aus Kirby: Mausattacke bekannt und eine Bande aus diebischen Mäusen, die intergalaktisch für ihre Diebstähle berühmt ist. Angeführt werden sie von Daroach, der gekleidet ist wie ein Zauberer und sich eines Zauberstabes, der Dreistern genannt wird, bedient. Weitere Mitglieder der Bande sind der starke Storo, der eine Augenklappe und ein Kopftuch trägt und mit einem Hammer kämpft, der schnelle Spinni, gekleidet mit Sonnenbrille und rotem Mantel, der mit Wurfsternen und langen Klauen angreift und der schlaue Doc, der einen zu den Seiten gebogenen Schnurrbart sowie spiralenförmige Augen hat, der in einem UFO sitzt und damit unter anderem Gegenstände einsaugen kann. Geholfen wird dieser Gang von gelben, grünen und blauen kleineren Mäusen, Squeakers genannt, die Bomben werfen. Je nach Farbe sind diese Bomben größer und somit stärker. Nach den Ereignissen von Mausattacke werden sie nie wieder im Dreamland gesehen.

### Prinz Plüsch
Prinz Plüsch ist der Prinz des Stofflandes und Partner von Kirby in Kirby und das magische Garn. Grimmgarn ist sein Erzfeind. Er scheint von derselben Spezies zu stammen wie Kirby und erklärt ihm, wie er im Stoffland agieren kann. Plüsch ist im Zweispielermodus spielbar. Er kann mit Kirby fusionieren, sodass sie sich zum Beispiel in einen Roboter verwandeln. Er besteht allerdings nur aus Fäden.

### Tip und Tuff
Tip und ihr jüngerer Bruder Tuff sind ein Geschwisterpaar und Kirbys Freunde im Anime (siehe oben). Tip und Tuff sind immer für Kirby da und unterstützen ihn im Kampf gegen König Dedede und seine Monster. Tip ist immer selbstbewusst und leicht rechthaberisch. Sie scheint volljährig zu sein, da man sie in einigen Episoden beim Autofahren sieht. Tuff hingegen ist sehr unabhängig und will häufig seinen Hobbys nachgehen (wie z. B. Angeln). Er scheint jedoch ohne seine Schwester recht orientierungslos zu sein. Wenn Kirby in Schwierigkeiten ist, werfen sie ihm Gegenstände (wie Fackeln) zu, damit er sich verwandeln kann. Tip ist immer besorgt um ihren Bruder und um Kirby, es scheint, dass sie in Kirby verliebt ist.